# Boville Ernica
Pour les articles homonymes, voir Boville.
Boville Ernica est une commune italienne d'environ 8 460 habitants, située dans la province de Frosinone, dans la région Latium, en Italie centrale. Le village a obtenu le label des Plus Beaux Bourgs d'Italie.

## Administration
| Période                                  | Période | Identité | Étiquette | Qualité |
| ---------------------------------------- | ------- | -------- | --------- | ------- |
|                                          |         |          |           |         |
| Les données manquantes sont à compléter. |         |          |           |         |

### Communes limitrophes
Monte San Giovanni Campano, Ripi, Strangolagalli, Torrice, Veroli

## Jumelage
- Pierre-Bénite (France)